# Grand Prix Slovenian Istria
Der Grand Prix Slovenian Istria oder kurz GP Slovenian Istria (slowenisch Velika nagrada Slovenske Istre) ist ein slowenisches Straßenradrennen für Männer.
Dieses Eintagesrennen führt durch den slowenischen Teil von Istrien rund um die Region der Stadt Izola. Gegründet wurde das Rennen im Jahr 2014 und fand bis 2018 unter dem Namen Grand Prix Izola statt. Seit Beginn ist es Teil der UCI Europe Tour und dort in der UCI-Kategorie 1.2 eingestuft.

## Sieger
| Jahr | Sieger                 | Zweiter             | Dritter           |          |
| ---- | ---------------------- | ------------------- | ----------------- | -------- |
| 2014 | Christian Delle Stelle | Fabio Chinello      | Fabian Schnaidt   |          |
| 2015 | Gregor Mühlberger      | Primož Roglič       | Paolo Ciavatta    |          |
| 2016 | Jure Golčer            | Markus Eibegger     | Markus Freiberger |          |
| 2017 | Filippo Fortin         | Marko Kump          | Matej Mugerli     |          |
| 2018 | Dušan Rajović          | Daniel Auer         | Matthew Gibson    |          |
| 2019 | Marko Kump             | Paolo Totò          | Davide Gabburo    |          |
| 2020 | abgesagt               | abgesagt            | abgesagt          | abgesagt |
| 2021 | Mirco Maestri          | Leonardo Marchiori  | Daniel Smarzaro   |          |
| 2022 | Daniel Auer            | Oliver Stockwell    | Nicolò Buratti    |          |
| 2023 | Bartłomiej Proć        | Alberto Bruttomesso | Anže Skok         |          |
| 2024 | Marcin Budziński       | Max van der Meulen  | Riccardo Zoidl    |          |
| 2025 | Michiel Coppens        | Frits Biesterbos    | Tomasz Budziński  |          |